# Lijst van rijksmonumenten in Waddinxveen
De gemeente Waddinxveen telt 6 inschrijvingen in het rijksmonumentenregister. Hieronder een overzicht. 

## Waddinxveen
De plaats Waddinxveen telt 6 inschrijvingen in het rijksmonumentenregister.
| Object                                                                                               | Oorspronkelijke functie?  | Bouwjaar                         | Architect     | Locatie              | Coördinaten?                 | Nr.?   | Afbeelding        |
| --- | ------------------------- | -------------------------------- | ------------- | -------------------- | ---------------------------- | ------ | ----------------- |
| Brugkerk                                                                                             | Kerk en kerkonderdeel     | 1837                             |               | Kerkweg-Oost bij 230 | 52° 2' 40" NB, 4° 39' 30" OL | 38202  | Meer afbeeldingen |
| Remonstrantse kerk met bijbehorend orgel                                                             | Kerk en kerkonderdeel     | eerste helft 19e eeuw            |               | Zuidkade 59          | 52° 2' 21" NB, 4° 39' 29" OL | 38203  | Meer afbeeldingen |
| Kantoorgebouw van de voormalige tabaksfabriek Louis Dobbelman                                        | Handel en kantoor         | 1940                             | P.D. Stuurman | Noordkade 64         | 52° 3' 10" NB, 4° 39' 39" OL | 512001 | Meer afbeeldingen |
| Watertoren met bijbehorende aanbouw van een bouwlaag van de voormalige tabaksfabriek Louis Dobbelman | Nutsbedrijf               | 1940                             | P.D. Stuurman | Noordkade 64         | 52° 3' 10" NB, 4° 39' 39" OL | 512002 | Meer afbeeldingen |
| Geklonken stalen hefbrug met bijbehorend brugwachtershuisje                                          | Brug                      | 1935-1936                        |               | over de Gouwe        | 52° 2' 38" NB, 4° 39' 35" OL | 512003 | Meer afbeeldingen |
| Gemeentehuis (voormalig woonhuis)                                                                    | Bestuursgebouw en onderdl | 1910 (verbouwd tot gemeentehuis) | P.D. Stuurman | Zuidkade 8           | 52° 2' 35" NB, 4° 39' 32" OL | 512004 | Meer afbeeldingen |

Alblasserdam ·
Albrandswaard ·
Alphen aan den Rijn ·
Barendrecht ·
Bodegraven-Reeuwijk ·
Capelle aan den IJssel ·
Delft ·
Den Haag ·
Dordrecht ·
Goeree-Overflakkee ·
Gorinchem ·
Gouda ·
Hardinxveld-Giessendam ·
Hendrik-Ido-Ambacht ·
Hillegom ·
Hoeksche Waard‎ ·
Kaag en Braassem ·
Katwijk ·
Krimpen aan den IJssel ·
Krimpenerwaard ·
Lansingerland ·
Leiden ·
Leiderdorp ·
Leidschendam-Voorburg ·
Lisse ·
Maassluis ·
Midden-Delfland ·
Molenlanden ·
Nieuwkoop ·
Nissewaard ·
Noordwijk ·
Oegstgeest ·
Papendrecht ·
Pijnacker-Nootdorp ·
Ridderkerk ·
Rijswijk ·
Rotterdam ·
Schiedam ·
Sliedrecht ·
Teylingen ·
Vlaardingen ·
Voorne aan Zee ·
Voorschoten ·
Waddinxveen ·
Wassenaar ·
Westland ·
Zoetermeer ·
Zoeterwoude ·
Zuidplas ·
Zwijndrecht